# Rhinobatos formosensis
Rhinobatos formosensis är en rockeart som beskrevs av Norman 1926. Rhinobatos formosensis ingår i släktet gitarrfiskar, och familjen Rhinobatidae. IUCN kategoriserar arten globalt som sårbar. Inga underarter finns listade i Catalogue of Life.